# Kulon (zwyczajny)
Kulon (zwyczajny) (Burhinus oedicnemus) – gatunek średniej wielkości ptaka wędrownego z rodziny kulonów (Burhinidae), zamieszkujący Europę poza północną i północno-wschodnią częścią kontynentu oraz Afrykę Północną i Azję zachodnią, środkową i południową. Przylot w kwietniu, odlot w sierpniu–październiku. Zimuje na Półwyspie Iberyjskim, w północnej i wschodniej Afryce oraz południowo-zachodniej Azji.
W Polsce sporadycznie pojawia się na przelotach. Dawniej był to dość liczny ptak lęgowy; uwzględniając współczesne granice kraju, w XIX wieku występował na terenie całego niżu poza Mazurami i Suwalszczyzną. Od początku XX wieku odnotowywano zanik stanowisk lęgowych, jednak gwałtowny spadek populacji kulonów nastąpił w latach 70., a pod koniec wieku był to już ptak skrajnie nielicznie lęgowy (nie więcej niż 2–4 pary). Po roku 2000 nie potwierdzono ani jednego przypadku lęgu, choć odnotowano kilka obserwacji ptaków lub ich ślady w dogodnym siedlisku lęgowym. Nie są znane przyczyny wycofania się kulona z terytorium Polski.

## Etymologia nazwy naukowej
Oba człony nazwy naukowej wywodzą się z języka greckiego. Nazwa rodzajowa Burhinus pochodzi od słów βου- (bou-) – duży, wielki oraz ῥις (rhis), ῥινος (rhinos) – nos. Epitet gatunkowy oedicnemus ma źródło w wyrazach οιδεω (oideō) – spuchnąć, nabrzmiewać oraz κνημη (knēmē) – noga.

## Morfologia

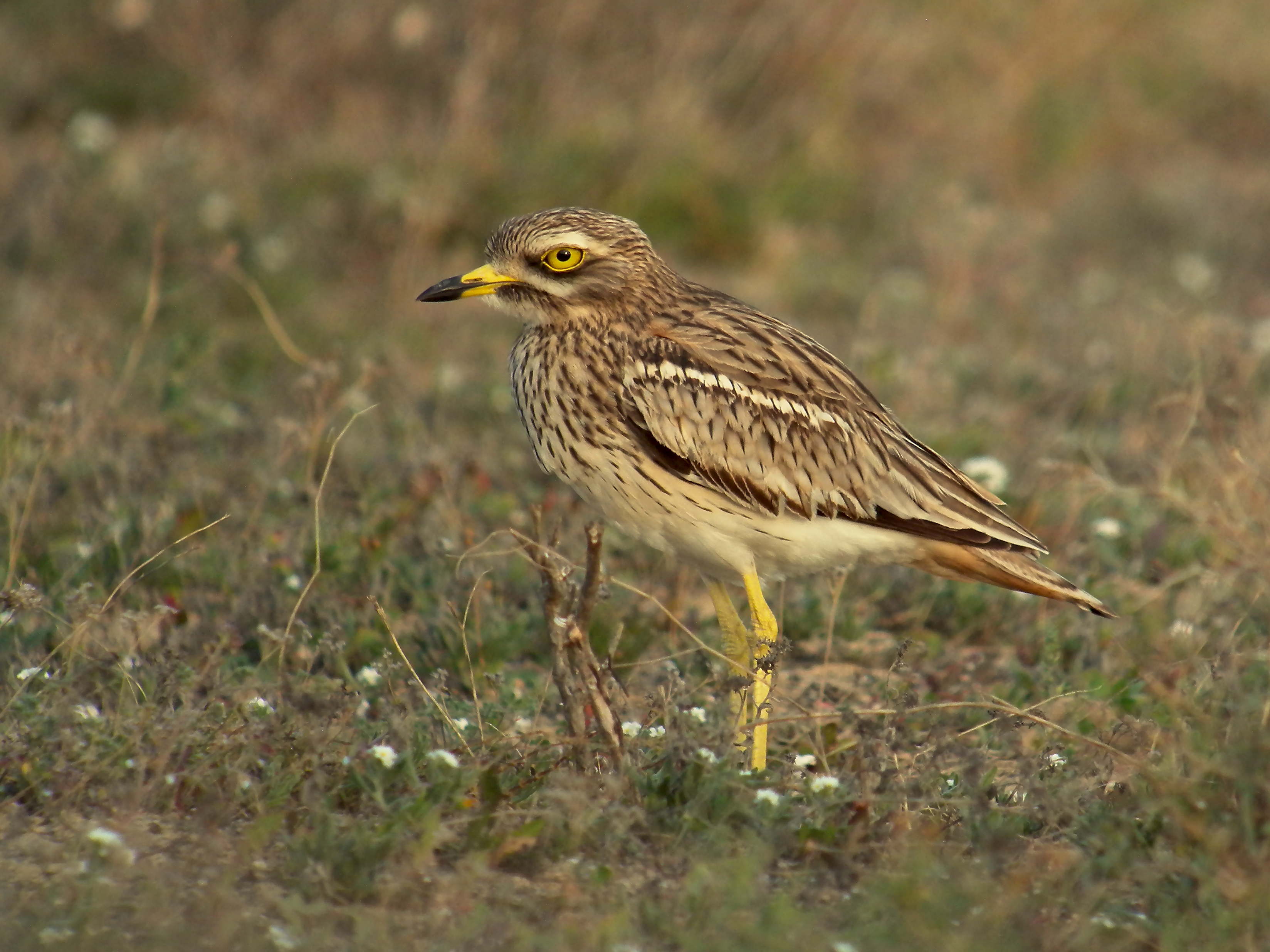
Burhinus oedicnemus insularum z kanaryjskiej wyspy Lanzarote

### Wymiary
Całkowita długość ciała kulona to ok. 40–44 cm. Rozpiętość skrzydeł zawiera się w zakresie 77–85 cm. Przeciętny osobnik dorosły osiąga masę mieszczącą się w przedziale 290–535 g.

### Wygląd zewnętrzny
Upierzenie w większości o piaskowej barwie. Biała brew oraz pasek policzkowy. Widoczne ciemne nakrapianie i paski na wierzchnich częściach ciała, natomiast brzuch ma jasny, prawie biały kolor. Kantarek jaśniejszy niż reszta głowy. W locie na małych pokrywach skrzydłowych widoczne wąskie, białe paski z jednym brzegiem ciemnobrązowym, drugim czarnym. Końcówki dużych pokryw skrzydłowych jasnoszare. Spodnia część skrzydła w większości jasna, pierś pokryta ciemnymi wzorami, gardło białe. Spód ogona jasnobrązowy. Długie, mocne, jasnożółte nogi. Dziób krótki o żółtej barwie, z czarną końcówką. Oczy duże i żółte.

## Środowisko
Zamieszkuje brzegi rzek, półpustynne stepy i niskie zakrzewienia, suche ugory, tereny uprawne oraz kamieniste obszary.

## Tryb życia i zachowanie
Kulon prowadzi nocny tryb życia. Płochliwy, w przypadku zagrożenia kuli się, a następnie szybko przemieszcza się do ukrycia.
Głos: donośne triliuuuu lub powtarzane kur-lee. Nawoływanie kulona jest słyszalne po zmierzchu, może trwać do 30 minut.

## Rozród

### Okres godowy
Gatunek na ogół monogamiczny, ale znane są przypadki, gdzie samiec tworzył pary z dwoma różnymi samicami.
Toki: samiec chodzi na wyciągniętych nogach z głową zniżoną do poziomu reszty ciała, czasem również podnosi ogon. Może również łukowato wyginać szyję i oferować samicy pożywienie.
Habitat: gniazda budowane najczęściej na skalistym podłożu, często w okolicy punktowo porośniętej roślinnością lub w miejscach, gdzie jest ona niska (m.in. pastwiska).
Gniazdo: zagłębienie w ziemi wyłożone muszlami i małymi kamieniami lub fragmentami roślin. Mogą też składać jaja wprost na suchym podłożu.

### Okres lęgowy

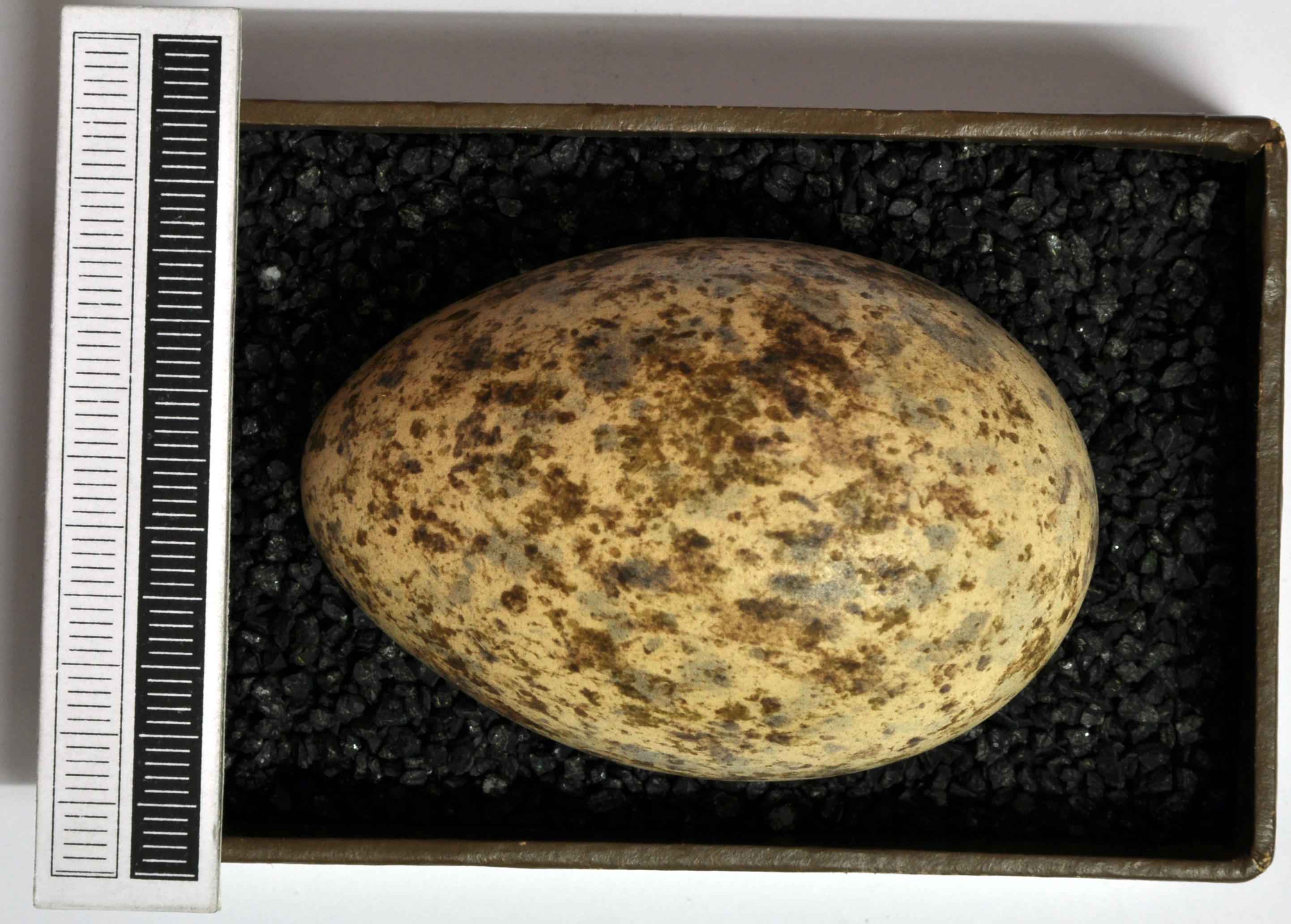
Jajo z kolekcji muzealnej

W większości przypadków samica składa jaja wiosną. W północnej Afryce okres lęgowy trwa od marca do czerwca, w Palestynie od kwietnia do czerwca, od stycznia do czerwca na Wyspach Kanaryjskich. Możliwe dwa lęgi rocznie w normalnych warunkach, częściej jeden ze względu na niską dostępność odpowiednich terenów lęgowych. W ciągu roku może wyprowadzać do pięciu lęgów uzupełniających w przypadku utraty jaj lub śmierci piskląt.
Jaja: samica składa do trzech jaj, najczęściej dwa, zazwyczaj z dwudniowym odstępem między każdym zniesieniem. Mogą mieć kremową lub płowożółtą barwę, ponadto widoczne ciemne plamy i prążki.
Wysiadywanie: trwa 26–27 dni, z udziałem obojga rodziców.
Pisklęta: karmione przez samca i samicę do momentu uzyskania pełnego upierzenia po 36–42 dniach. Ubarwienie w nierzucających się w oczy, kamuflujących kolorach, dodatkowo pisklęta w razie zagrożenia przylegają całym ciałem do podłoża i pozostają w bezruchu. Młode opuszczają gniazdo ok. 2 dni po wykluciu, a lotność uzyskują po ok. 40 dniach.

## Pożywienie
Poszukuje jedzenia na ziemi. W skład diety kulona wchodzą m.in. owady i ich larwy, koniki polne, mrówki, świerszcze, skorki, chrząszcze, równonogi i dżdżownice, czasem również małe ssaki, np. szczury, oraz pisklęta innych ptaków i jaszczurki. Niekiedy zjadają także korzonki i nasiona roślin oraz padlinę.

## Podgatunki
| Wyróżniane podgatunki              | Wyróżniane podgatunki |
| ---------------------------------- | --- |
| B. o. oedicnemus (Linnaeus, 1758)  | Podgatunek nominatywny. Południowa część Wielkiej Brytanii, obszar od Półwyspu Iberyjskiego przez północne Bałkany do Ukrainy i Kaukazu. Zimuje w południowych partiach zamieszkiwanego terytorium oraz w Senegalu i Etiopii.                                                                                             |
| B. o. saharae (Reichenow, 1894)    | Północna Afryka, wyspy na Morzu Śródziemnym, Grecja, obszar od Turcji przez Środkowy Wschód do Iraku i południowego Iranu. Jaśniejsze upierzenie niż u podgatunku nominatywnego. |
| B. o. harterti Vaurie, 1963        | Delta Wołgi, dawny obwód zakaspijski, Turkiestan do jeziora Zajsan na wschodzie Kazachstanu, Iran i Pakistan, prawdopodobnie do doliny Indusu. Zimuje na obszarze od północno-wschodniej Afryki do południowo-zachodniej Azji. Upierzenie o mniej intensywnym, szarawym kolorze niż w przypadku podgatunku nominatywnego. |
| B. o. distinctus (Bannerman, 1914) | Zachód i centralna część Wysp Kanaryjskich poza wyspą La Gomera. |
| B. o. insularum (Sassi, 1908)      | Wschodnie partie Wysp Kanaryjskich. |

Za podgatunek kulona uznawano też do początku XXI wieku kulona indyjskiego (Burhinus indicus) klasyfikowanego obecnie jako osobny gatunek. Zamieszkuje on subkontynent indyjski i kontynentalną Azję Południowo-Wschodnią.

## Status i ochrona
Pomimo obserwowanego trendu spadkowego w liczebności, Czerwona księga gatunków zagrożonych IUCN klasyfikuje kulona jako gatunek najmniejszej troski (LC) ze względu na wielkość zamieszkiwanego terytorium oraz wciąż liczne populacje. Liczebność populacji światowej, obliczona w oparciu o szacunki organizacji BirdLife International dla Europy z 2015 roku, wynosi 360–590 tysięcy dorosłych osobników.
W Polsce jest objęty ścisłą ochroną gatunkową oraz wymagający ochrony czynnej, dodatkowo obowiązuje zakaz fotografowania, filmowania lub obserwacji, mogących powodować płoszenie lub niepokojenie. Na Czerwonej liście ptaków Polski uznany za gatunek wymarły regionalnie (RE) (dotyczy populacji lęgowej). Zagrożeniami dla tego ptaka są zalesianie i zagospodarowywanie ugorów, regulacja rzek, zatrucie środowiska oraz niepokojenie przez ludzi. Ponadto ptaki oraz ich jaja często padają ofiarą lisów.